# Jean Fréour
Jean Fréour, né le 8 août 1919 à Nantes et mort le 10 juin 2010 à Saint-Nazaire, est un sculpteur français. 

## Biographie
Sculpteur figuratif, Jean Fréour fait ses études à Nantes, puis au Maroc. De retour en France, il passe son baccalauréat à Bordeaux et décide de devenir sculpteur. Sa famille n'apprécie pas ce choix mais l'accepte. Il est admis à l'École des beaux-arts de Bordeaux en 1936 et fréquente l'atelier de Charles Louis Malric (1872-1942). Il y fait la connaissance du tapissier André Barreau (1918-1992) avec qui il entretient une amitié et une correspondance,  jusqu'à la fin de ses jours. Il fréquente ensuite pour une brève période l'atelier d'Henri Bouchard à l'École nationale supérieure des beaux-arts de Paris en 1941. Il devient membre du mouvement artistique breton Seiz Breur. 
En 1952, il fait partie de la 23e promotion artistique des pensionnaires de la Casa de Velázquez à Madrid et y réside durant un an.
Il sculpte toutes sortes de matériaux : le schiste, le marbre, le granit, l'onyx, la pierre bleue de Nozay ou des bois venus d'Afrique, comme l'izombé. Il travaille dans la tradition de l'enseignement académique tel qu'on l'enseignait encore au XIXe siècle. Il réalise également des statues en bronze. Ses œuvres sont marquées du sceau du régionalisme et d’une identité bretonne imprégnée de catholicisme. Il s'installe aux environs de Châteaubriant à Issé de 1943 à 1951, puis, en 1955, s'établit à Batz-sur-Mer dont il est élu maire durant un an. Il est décoré du collier de l'ordre de l'Hermine en 1995.
Il meurt au bourg de Batz le 11 juin 2010,.

## Collections publiques
- 1942 : Bigouden en prière, bois, 9 × 0,90 m, chapelle de la collégiale Saint-Aubin de Guérande (Loire-Atlantique).
- 1946 : Calvaire, lieu-dit Créviac, Nozay (Loire-Atlantique).
- 1949 : Saint Mars et Notre-Dame de Merquel, chapelle Notre-Dame de Merquel, pointe de Merquel, Mesquer (Loire-Atlantique).
- 1949 : Notre-Dame de la Mer, église, avenue de Bretagne, Mesquer.
- 1949 : Pietà, église paroissiale, Joué-sur-Erdre (Loire-Atlantique).
- 1950 : Sainte Rita , église Saint-Jean de Béré (Loire-Atlantique).
- 1952 : Crucifixion, église Notre-Dame-des-Langueurs, Joué-sur-Erdre.
- 1952 : décoration d’un atelier de façonnage dans l'Imprimerie Oberthur à Rennes relative à un projet d’œuvres dédiées à Notre-Dame de La Salette[6].
- 1954 : Vierge, Saint Joseph, Saint Antoine, Saint Mainboeuf, Christ, Sainte Madeleine et Calvaire en bois polychrome, église Notre-Dame des Langueurs ou Notre-Dame de la Pitié, Joué-sur-Erdre.
- 1955 : Notre-Dame de la Plage et Saint Louis, chapelle Saint-Louis de Quimiac, Mesquer[7].
- 1955 : Le Bon Pasteur, haut relief, église, Bouvron (Loire-Atlantique).
- 1956 : Vierge à l'Enfant, Louisfert (Loire-Atlantique).
- 1957 : Christ, granit rose, moulin du Pé, Le Loroux-Bottereau (Loire-Atlantique).
- vers 1957 : Vierge à l'Enfant, statue en bois au-dessus de l'autel de la chapelle Notre-Dame de Grâce de l'église Saint-Martin de Vitré[8].
- 1957 : Christ mort et Vierge des douleurs, chapelle de la Madeleine, Saint-Vincent-des-Landes (Loire-Atlantique)[9].
- 1958 : Vierge à l'Enfant, granit rose, rue d'Anjou, sur le côté de l'église Notre-Dame, Vallet (Loire-Atlantique) ; auparavant, était située dans l'ancienne maison de retraite de la Pommeraie.
- 1958 : Christ en Croix, église Saint-Guénolé, Batz-sur-Mer (Loire-Atlantique).
- 1958 : Saint Joseph travailleur et l'Enfant et Christ Glorieux, église du Pouliguen (Loire-Atlantique) ;
- 1958 : Christ en gloire, église Sainte-Thérèse, Nantes (Loire-Atlantique)[10].
- 1963 : Menhir Pietà, Bouvron (Loire-Atlantique).
- 1965 : Tympan des saints Bretons, église de La Baule (Loire-Atlantique).
- 1968 : Annonciation, saint Jean de Dieu, anciennement le Croisic (Loire-Atlantique), actuellement Dinan (Côtes-d'Armor).
- 1968 : Calvaire breton, cimetière Saint-Charles de Potyze, Ypres (Belgique)[11].
- 1968 : Marie et Saint Jean, statues, église de Notre Dame de l'Assomption, Mouais (Loire-Atlantique).
- 1977 : Crèche, bas-relief, et Notre-Dame de la Mer, église, avenue de Bretagne, Mesquer.
- 1979 : Notre-Dame du Précieux Sang, église Saint-Guénolé, Batz-sur-Mer.
- 1993 : Armand Tuffin de La Rouërie, statue, hôtel de la Belinaye, Fougères.
- 1994 : Sainte Famille, église Saint-Guénolé, Batz-sur-Mer.
- 1998 : Monument à Pierre Bouguer, port du Croisic (Loire-Atlantique)[12].
- 2002 : Anne de Bretagne, bronze, place Marc-Elder, à l'entrée du château des Ducs, Nantes[13]. Ce monument marque selon l'auteur « la réalité de l'appartenance culturelle et historique de Nantes à la Bretagne[14]. ».
- 2003 : Sainte Jeanne d'Arc et Saint Vincent de Paul, pierre, église Sainte-Anne, Lamotte-Beuvron (Loir-et-Cher).
- 2004 : Tripode, bronze, acquis par la Ville de Saint-Jean-de-Monts (Vendée).
- 2004 : Tympan Notre-Dame de la Mer, église de La Baule.
- 2007 : Portrait du maréchal de Lattre de Tassigny, médaillon, Nantes.
- Saint-Jean l'Évangéliste, église Saint-Jean-l'Évangéliste de Saint-Servan, Saint-Malo (Ille-et-Vilaine).
- Bas-relief, église Notre-Dame-de-L'Assomption, Villepot (Loire-Atlantique).
- Monument au colonel Armand de La Rouërie, square de l'hôtel de la Bélinaye, Fougères (Ille-et-Vilaine)[15].
- Les Laveuses d'huîtres, fontaine, bronze, place de l'église de Cancale (Ille-et-Vilaine)[16].
- La Porteresse, musée des Marais salants, Batz-sur-Mer[17].
- Plaque commémorative de René Guy Cadou, demeure de René-Guy Cadou, Louisfert (Loire-Atlantique).
- Notre-Dame-des-Blés, statue, chapelle Sainte-Marie de Nivillac(Morbihan)[18].
- Descente de croix, calvaire de Saint-Cry, Nivillac (Morbihan)[19].
- Notre-Dame de Charité, statue en bois polychrome, chapelle Notre-Dame de Charité, Saint-Laurent-de-la-Plaine (Maine-et-Loire).
- Saint Vincent de Paul, église de Saint Germain, Livet (Calvados).
- Sainte Thérèse de Lisieux, église de Saint Germain, Livet (Calvados).

## Publications
- Pierre de la Condamine (ill. Jean Fréour), Rendez vous avec les Saisons, Paris, Éditions Émile Paul, 1965.
- Paul Legrand, Jean-Auguste Le Thomas, Ch. Caroff, Paul Mercier, Jean Fréour, Yves Horeau, J.D Levesque, Henri Touchard (photogr. Paul Lenoir Guérande), Cahiers des amis de Guérande, Imprimerie de la Presqu'île du Faubourg Saint-Anne, 1969.
- Alcime Bachelier, Jean Guéhenneuc et Jean Fréour, Bouvron, son histoire, son église, ses vieilles croix, Nantes, Chantreau et Cie, vers 1970.
- Jean Fréour, biographie : Michel Maison et commentaires : Jacques Raux (préf. Yves Cosson), Sculpture : nus et bustes, Treillières, Ateliers du Bois des Dons, 1982.
- Collectif, Sous le signe d'Hélène Cadou, Éditions du Traict, 2010.

## Expositions
- 1969 : galerie Vendôme[20], Paris.
- 1999 : invité d'honneur au Salon de Carquefou, avec Joël Dabin.
- Du 3 juillet au 5 août 1999 : Espace culturel de la Halle à la Marée, port de la Houle, Cancale.
- 2003 : Espace Expo, mairie de Betton.
- 2004 : invité d'honneur à Biennale de la sculpture à Saint-Jean-de-Monts.
- 2005 : chapelle Saint-Marc de Kervalet, Batz-sur-Mer.
- 2007 : Biennale de Saint-Jean-de-Monts.
- 2014 : exposition Caroline Roussel-Jean Fréour[21], prieuré de Locmaria, Quimper.
- 2016 : exposition Jean Fréour, sculpteur, la passion d'une vie, ancienne criée, Le Croisic du 18 juin au 11 septembre.
- 2017 : exposition Jean Fréour. Ode à la femme, du 13 mai au 15 septembre, musée d'Art et d'Histoire de Locronan[22].